# Сейхан (река)
Сейхан (тур. Seyhan Nehri) — река в Турции. Длина реки составляет 560 км. Бассейн охватывает территорию в 20 600 км².
Сейхан берёт начало у горы Тахтала в провинции Сивас. Высота истока — 1500 м над уровнем моря. Имеет ряд крупных притоков. Впадает в Средиземное море у мыса Делибурун к югу от города Тарсус, обладает хорошо развитой дельтой.
В низовьях реки построены несколько плотин для орошения и выработки электроэнергии. Река с зимним паводком, с максимумом в ноябре-декабре. Самый низкий уровень воды в реке летом, в период с августа по сентябрь.
В древности называлась Сар (Сарос, др.-греч. Σάρος, лат. Sarus). По Страбону река протекала через Команы Каппадокийские (ныне село Шар в районе Туфанбейли).